# Paul Bird
Paul Bernard Bird CSsR (ur. 17 lipca 1949 w Newcastle) – australijski duchowny katolicki, biskup Ballarat od 2012.

## Życiorys
Święcenia kapłańskie otrzymał 17 maja 1975 w zgromadzeniu redemptorystów. Był m.in. przełożonym konwentu w Melbourne, wydawcą zakonnego pisma oraz prowincjałem.
1 sierpnia 2012 papież Benedykt XVI mianował go ordynariuszem diecezji Ballarat. Sakry biskupiej udzielił mu 16 października 2012 arcybiskup Melbourne - Denis Hart.